# 郵政局山
77°28′S 169°14′E / 77.467°S 169.233°E
郵政局山（英語：Post Office Hill）是南極洲的山峰，位於羅斯島，俯瞰克羅澤角棲息地阿德利企鵝，海拔高度430米，由新西蘭的探險隊繪入地圖和命名。